# Józef Wittlin

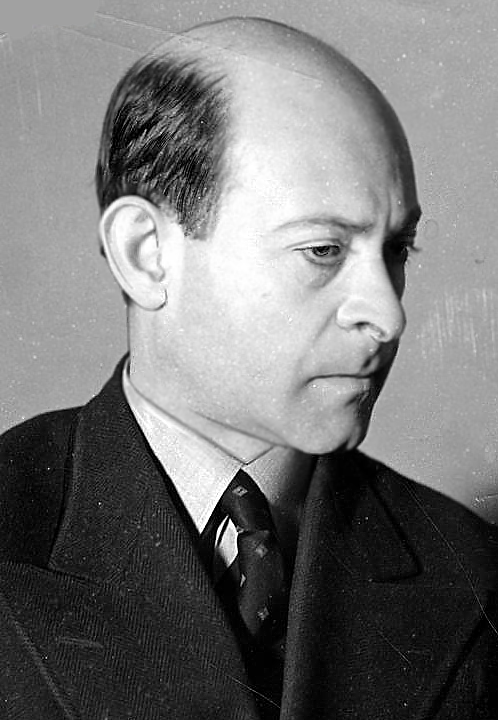
Józef Wittlin (1936)

Józef Wittlin (* 17. August 1896 in Dmytrow bei Radziechów, Galizien, Österreich-Ungarn; † 28. Februar 1976 in New York) war ein polnischer Autor und ein bedeutender expressionistischer und realistischer Lyriker.

## Leben
Józef Wittlin wurde 1896 auf dem Gut Dmytrów in Galizien (damals zu Österreich-Ungarn gehörend) als Sohn eines jüdischen Gutspächters geboren. Einen Großteil seiner Jugend verbrachte er in Lemberg, wo er von 1906 bis 1914 das Gymnasium besuchte. Da die zweite Frau seines Vaters Deutsche war, wurde Wittlin früh mit der deutschen Sprache und Literatur bekannt. 1915 maturierte er in Wien. Dort war er mit Joseph Roth sehr gut befreundet. Beide meldeten sich im Herbst 1916 freiwillig bei der österreichischen Armee. Nach seiner Entlassung aus der Armee im September 1918 begann Wittlin ein Studium in Lemberg und arbeitete nach dessen Abbruch zunächst als Lehrer, später als Publizist für verschiedene Zeitungen, als Dramaturg und als freier Schriftsteller.
Im Jahr 1922 siedelte er nach Łódź, 1927 nach Warschau über. Seit 1924 war er mit der promovierten Polonistin und Germanistin Halina Handelsmann verheiratet. Er unternahm in dieser Zeit ausgedehnte Reisen in Europa, die sein Schaffen wesentlich beeinflussten. Bei Ausbruch des Zweiten Weltkrieges befand er sich in Paris, von wo aus er im Mai 1940 nach Biarritz evakuiert wurde. Von Nizza aus gelang ihm und seiner Familie im Januar 1941 durch die Hilfe Hermann Kestens über Spanien und Portugal die Flucht nach New York. Dort blieb er auch nach dem Ende des Krieges. Von 1952 an war er Mitarbeiter des vom US-Kongress finanzierten Senders Radio Free Europe, der in mehreren Sprachen Programme in den Sowjetblock ausstrahlte.
Die ebenfalls emigrierte Autorin Alma Wittlin ist die jüngere Schwester Józefs.

## Schaffen
Seit 1917 arbeitete er an der Übertragung der Odyssee ins Polnische. Von seinem Freund Joseph Roth übersetzte er unter anderem Hiob, Zipper und sein Vater und Die Kapuzinergruft, von Hermann Hesse den Roman Steppenwolf. Als sein Hauptwerk wird der Roman Das Salz der Erde (Sól ziemi, 1935) angesehen, erster Teil der nicht vollendeten Trilogie Die Geschichte vom geduldigen Infanteristen.

## Werke (Auswahl)
- Sól ziemi. 1935
  - Das Salz der Erde. Übersetzung Izydor Berman. Vorwort Joseph Roth. Allert de Lange, Amsterdam 1937; Suhrkamp, Frankfurt 1969, ISBN 3-518-39669-2
- Mój Lwów. 1946
  - Mein Lemberg. Aus dem Poln. von Klaus Staemmler. Bibliothek Suhrkamp, 1156. Suhrkamp, Frankfurt 1994, ISBN 3-518-22156-6
- Geschichte vom geduldigen Infanteristen. Enthält Das Salz der Erde und Gesunder Tod. Übersetzung. Frankfurt am Main : Suhrkamp Verlag, 1986